# 赤岸石桥
26°54′27.05″N 120°01′23.91″E / 26.9075139°N 120.0233083°E
赤岸石桥，又名桥头大桥，是位于中国福建省霞浦县松港街道桥头村的一个明代古建筑，1981年5月被公布为霞浦县级文物保护单位。
赤岸石桥始建于北宋皇祐五年（1053年），明朝成化年间重修，王公哲等人曾领导南明军队在桥上与清军战斗，现残存20米的石桥桥墩。